# Jihozápadní Papua
Jihozápadní Papua (indonésky Papua Barat Daya) je jedna z provincií Indonésie. Vznikla v prosinci 2022 jako 38. indonéská provincie oddělením od provincie Západní Papua. Ačkoliv se provincie oficiálně jmenuje "jihozápadní", ve skutečnosti se nachází na severozápadě ostrova Nová Guinea. Hlavním a nejlidnatějším městem provincie je město Sorong. V západní části provincie leží chráněná oblast Ostrovy Raja Ampat. V roce 2024 v provincii žilo přibližně 627 tisíc obyvatel, hustota zalidnění byla 16 obyvatel na kilometr čtvereční. 
Asi 62 % obyvatel jsou křesťané (převážně protestanti), 38 % obyvatel vyznává islám. Oficiálním jazykem provincie je indonéština, ale v praxi je zde užívána také celé řada dalších místních jazyků. 